# Martin Sheen

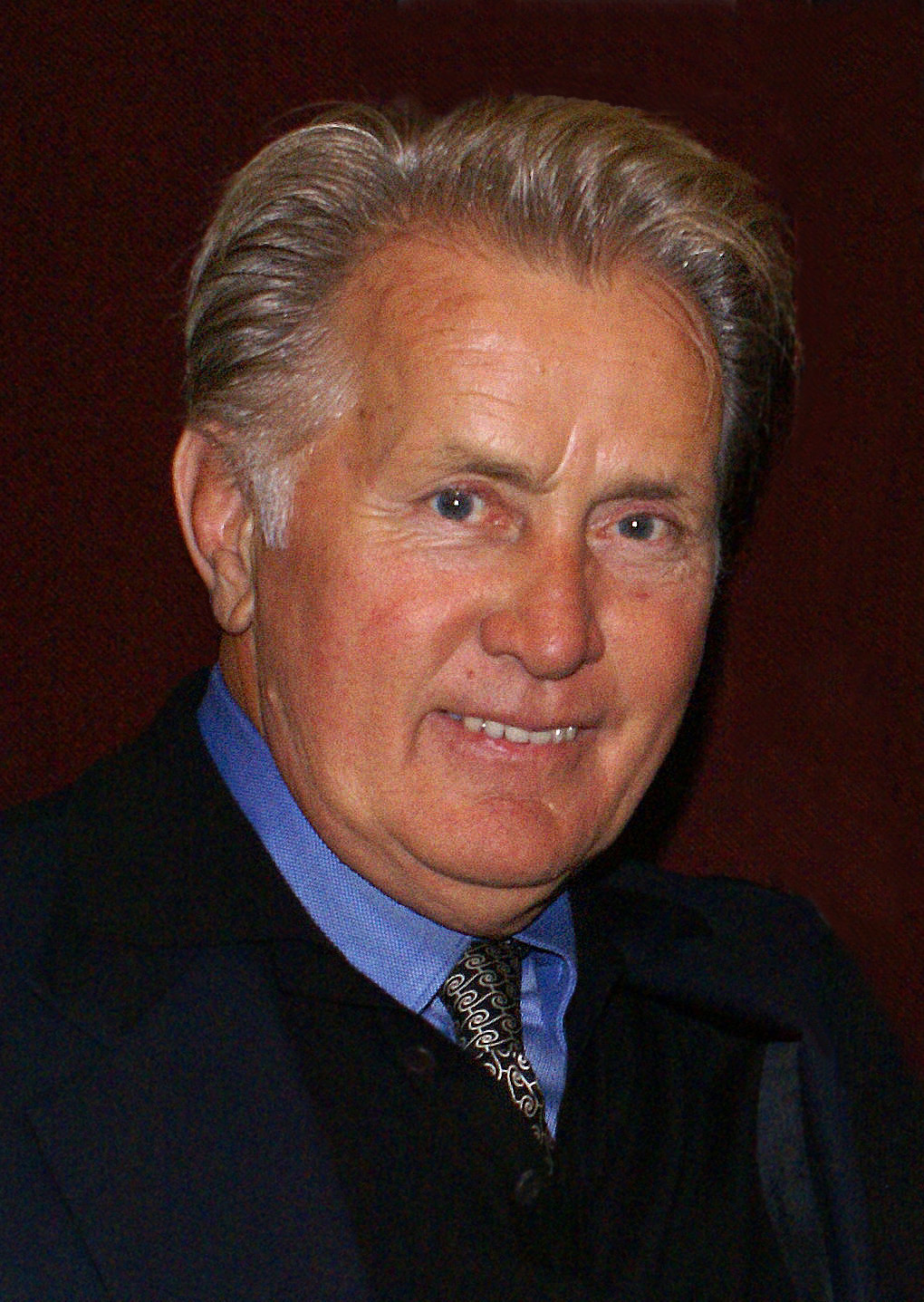
Martin Sheen (2008)

Martin Sheen, bürgerlich Ramón Antonio Gerardo Estévez (* 3. August 1940 in Dayton, Ohio), ist ein US-amerikanischer Schauspieler.
Der Durchbruch gelang ihm 1979 mit der Hauptrolle in Apocalypse Now. Seitdem ist er ein gefragter Darsteller für Fernseh- und Kinoproduktionen. Größere Beliebtheit erlangte Sheen durch seine Darstellung des fiktiven US-Präsidenten Josiah Bartlet in der vielfach prämierten Fernsehserie The West Wing – Im Zentrum der Macht, für die er zwischen 1999 und 2006 mehrfach nominiert und ausgezeichnet wurde. Neben weiteren Auftritten in Spielfilmen wie Catch Me If You Can (2002) oder Departed – Unter Feinden (2006) engagierte sich Sheen in der Vergangenheit auch zu gesellschaftlichen Themen. So setzte er sich unter anderem gegen den Irakkrieg und für mehr Umweltschutz ein.

## Familie und Leben

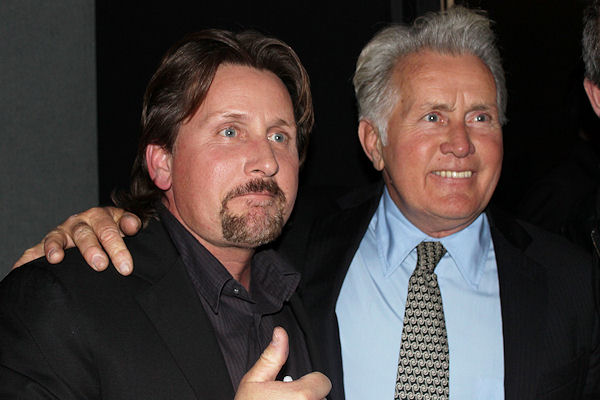
Martin Sheen mit seinem Sohn Emilio

Sheen ist der Sohn eines galicischen Vaters und einer irischen Mutter. Er ist seit Dezember 1961 mit Janet Sheen (bürgerlich: Janet Estevez, geborene Templeton) verheiratet und Vater von Emilio Estevez (* 1962), Ramón Estevez (* 1963), Charlie Sheen (* 1965, bürgerlich Carlos Estévez) und Renée Estevez (* 1967) sowie der ältere Bruder von Joe Estevez (* 1946), ebenfalls Schauspieler. Da er am Beginn seiner Karriere mit rassistischen Vorurteilen zu kämpfen hatte, nahm er den Namen „Martin Sheen“ an, während sein Bruder bei seinem Geburtsnamen blieb. Seinen Künstlernamen wählte der bekennende Katholik zu Ehren des US-amerikanischen Erzbischofs Fulton John Sheen. Dieser war Bischof von Rochester und einer der ersten Fernsehprediger der Vereinigten Staaten.
Zunächst war Sheen auf Theaterbühnen und in Filmnebenrollen aktiv. 1979 erfolgte mit Apocalypse Now sein internationaler Durchbruch. Er bekam die Rolle, weil die Darstellung des ursprünglichen Hauptdarstellers Harvey Keitel den Regisseur Francis Ford Coppola nach zwei Wochen Drehzeit nicht zufriedenstellte.
Sheen ist politisch aktiv und protestierte u. a. in den 1980ern gegen die militärischen Pläne und atomare Anlagen unter der Regierung Ronald Reagans sowie gegen den Irakkrieg 2003. Seine öffentliche Kritik am US-Präsidenten George W. Bush fand nicht zuletzt deshalb Aufmerksamkeit, weil Sheen in der Rolle des Präsidenten Josiah Bartlet in der erfolgreichen Fernsehserie The West Wing – Im Zentrum der Macht zur gleichen Zeit große Popularität genoss. Außerdem setzt er sich aktiv für den Umweltschutz ein und unterstützt die Meeresschutzorganisation Sea Shepherd Conservation Society. Am 18. Oktober 2014 wurde bekannt gegeben, dass die Flotte von Sea Shepherd um ein Segelschiff (Ketsch) erweitert wurde, welches den Namen Martin Sheen trägt. 2008 wurde ihm für sein humanitäres Engagement die Laetare-Medaille verliehen. Zudem setzt sich Sheen für den 1990 wegen Doppelmordes inhaftierten deutschen Staatsbürger Jens Söring ein, von dessen Unschuld er überzeugt ist. Söring wurde im Dezember 2019 aus der Haft entlassen und nach Deutschland abgeschoben.
In Deutschland wird Sheen zumeist von Christian Brückner synchronisiert.

## Besonderheiten
Sheens linker Arm wurde bei der Geburt durch eine Geburtszange gebrochen. Deshalb kann er diesen nicht vollständig strecken, zudem ist er 7,5 cm kürzer als der rechte. Dies ist auch der Grund für seine charakteristische Art, sich das Jackett anzuziehen, wie sie häufig in The West Wing zu sehen ist.

## Filmografie (Auswahl)
- 1961: Route 66 (Fernsehserie, Folge 2x12 …And the Cat Jumped Over the Moon)
- 1961–1964: Preston & Preston (The Defenders, Fernsehserie, 4 Folgen)
- 1967: Incident… und sie kannten kein Erbarmen (The Incident)
- 1968: Rosen für die Lady (The Subject Was Roses)
- 1969: Kobra, übernehmen Sie (Mission Impossible, Fernsehserie, Folge 3x18)
- 1969: Then Came Bronson (Fernsehserie, Folge 1x01 Pilot)
- 1970: Catch-22 – Der böse Trick (Catch-22)
- 1970: The Andersonville Trial (Fernsehfilm)
- 1970: Hawaii Fünf-Null (Hawaii Five–O, Fernsehserie, 2 Folgen)
- 1971: No Drums, No Bugles
- 1971: Mongo’s Back in Town (Fernsehfilm)
- 1971: Goodbye, Raggedy Ann (Fernsehfilm)
- 1972: Willkommen daheim, Johnny Bristol (Welcome Home, Johnny Bristol, Fernsehfilm)
- 1972: Pursuit (Fernsehfilm)
- 1972: Pickup on 101
- 1972: Die Rache ist mein (Rage)
- 1972: Damals im Sommer (That Certain Summer, Fernsehfilm)
- 1973: Cannon (Fernsehserie, 2 Folgen)
- 1973: Columbo: Ein Hauch von Mord (Lovely but Lethal, Fernsehreihe)
- 1973: Badlands – Zerschossene Träume (Badlands)
- 1973: ITV Saturday Night Theatre (Fernsehserie, Folge 6x09 Catholics)
- 1973: Die Straßen von San Francisco (The Streets of San Francisco, Fernsehserie, Folge 2x02 Betrayed)
- 1973: Crime Club (Fernsehfilm)
- 1973: Letters from Three Lovers (Fernsehfilm)
- 1973: Message to My Daughter (Fernsehfilm)
- 1974: The Legend of Earl Durand
- 1974: The Story of Pretty Boy Floyd (Fernsehfilm)
- 1974: The Execution of Private Slovik (Fernsehfilm)
- 1974: California Kid (The California Kid, Fernsehfilm)
- 1974: The Missiles of October (Fernsehfilm)
- 1975: The Last Survivors (Fernsehfilm)
- 1975: Geliebte Geisel (Sweet Hostage, Fernsehfilm)
- 1976: Treffpunkt Todesbrücke (The Cassandra Crossing)
- 1976: Das Mädchen am Ende der Straße (The Little Girl Who Lives Down the Lane)
- 1979: Apocalypse Now
- 1979: Adlerflügel (Eagle’s Wing)
- 1980: Der letzte Countdown (The Final Countdown)
- 1981: Ein perfekter Bruch (Loophole)
- 1982: Gandhi
- 1982: In the King of Prussia
- 1982: Champions (That Championship Season)
- 1982: Unter den Augen der Justiz (In the Custody of Strangers, Fernsehfilm)
- 1982: Enigma
- 1983: Dead Zone – Der Attentäter (The Dead Zone)
- 1983: Herzen in Aufruhr (Man, Woman and Child)
- 1983: Choices of the Heart (Fernsehfilm)
- 1984: Der Feuerteufel (Firestarter)
- 1984: Der Wächter (The Guardian, Fernsehfilm)
- 1985: The Atlanta Child Murders (Fernsehvierteiler, alle Folgen)
- 1985: Wie sag ich’s meinen Eltern (Consenting Adults, Fernsehfilm)
- 1985: The Fourth Wise Man (Fernsehfilm)
- 1985: Nachts wenn der Mörder kommt (Out of the Darkness, Fernsehfilm)
- 1985: Broken Rainbow (Dokumentarfilm; Stimme)
- 1986: A State of Emergency
- 1986: Schlagzeile – Rufmord (News at Eleven, Fernsehfilm)
- 1986: Samaritan: The Mitch Snyder Story (Fernsehfilm)
- 1986: Scherben des Lebens (Shattered Spirits, Fernsehfilm)
- 1987: Dear America – Briefe aus Vietnam (Dear America: Letters Home from Vietnam) (Stimme von Alan)
- 1987: Das Ritual (The Believers)
- 1987: Siesta
- 1987: Wall Street
- 1987: Conspiracy: The Trial of the Chicago 8 (Fernsehfilm)
- 1988: Da
- 1988: Ein Richter für Berlin (Judgment in Berlin)
- 1989: Beverly Hills Brats
- 1989: Moon Trek (Beyond the Stars)
- 1989: Cold Front – Ein Killer läuft Amok (Cold Front)
- 1989: Operation Nightbreaker (Nightbreaker, Fernsehfilm)
- 1990: Ein fremder Klang (Cadence)
- 1990: Anthony, das Kindermädchen (Un amour de banquier, Fernsehfilm)
- 1991: Hearts of Darkness – Reise ins Herz der Finsternis (Hearts of Darkness: A Filmmaker’s Apocalypse)
- 1991: Bei Berührung Lebensgefahr (Touch and Die)
- 1991: Unschuldig angeklagt (Guilty Until Proven Innocent, Fernsehfilm)
- 1992: Original Intent
- 1992: Under Arrest – Gefangen in der Hölle (The Last P.O.W.? The Bobby Garwood Story, Fernsehfilm)
- 1992: Die Wassermaschine (The Water Engine, Fernsehfilm)
- 1993: Blutende Herzen – Eine Familie zerbricht (A Matter of Justice, Fernsehfilm)
- 1993: Hot Shots! Der zweite Versuch (Hot Shots! Part Deux)
- 1993: Fortunes of War
- 1993: Gettysburg
- 1993: Der stumme Schrei der Angst (Hear No Evil)
- 1993: The Killing Box
- 1993: Ermordet am 16. Juli (When the Bough Breaks)
- 1994: Visitors – Besucher aus einer anderen Welt (Roswell, Fernsehfilm)
- 1994: Missbraucht und verraten (One of Her Own, Fernsehfilm)
- 1994: Trigger Fast
- 1994: Boca
- 1994: Cool Killers (Hits!)
- 1994: Trigger Fast
- 1995: Leoparden in Gefahr (Running Wild)
- 1995: Hallo, Mr. President (The American President)
- 1995: Gospa
- 1995: Dead Presidents
- 1995: Hundert und eine Nacht (Les Cent et une nuits)
- 1995: The Break
- 1995: The Bomber Boys (Captain Nuke and the Bomber Boys)
- 1995: Dillinger und Capone (Dillinger and Capone)
- 1995: Blutspur durch St. Petersburg (Sacred Cargo)
- 1996: Marlon Brando: The Wild One (Dokumentarfilm)
- 1996: The Elevator
- 1996: Angst vor Gefühlen (Entertaining Angels: The Dorothy Day Story)
- 1996: The War at Home
- 1996: Alf – Der Film (Project: ALF, Fernsehfilm)
- 1997: Spawn
- 1997: Hostile Waters – Ein U-Boot-Thriller (Hostile Waters, Fernsehfilm)
- 1997: Medusa’s Child – Atombombe an Bord der 737
- 1997: Ort der Wahrheit (Truth or Consequences, N.M.)
- 1998: Death Row – Nachricht aus der Todeszelle (A Letter From Death Row)
- 1998: Mörderisches Doppelspiel (No Code of Conduct)
- 1998: Die Schreckensfahrt der Orion Star (Voyage of Terror)
- 1998: Free Money
- 1998: Monument Ave. (Snitch)
- 1999: Storm
- 1999: Babylon 5: Der Fluss der Seelen
- 1999: Zeitreise in die Katastrophe (The Time Shifters)
- 1999: Get The Dog – Verrückt nach Liebe (Lost & Found)
- 1999: Texas Story (A Texas Funeral)
- 1999–2006 The West Wing – Im Zentrum der Macht (The West Wing, Fernsehserie, 154 Folgen)
- 2001: O – Vertrauen, Verführung, Verrat
- 2002: Chaos City (Spin City, Fernsehserie, 2 Folgen)
- 2002: Catch Me If You Can
- 2003: Die Könige aus dem Morgenland (Stimme) (The 3 Wise Men)
- 2003: The Commission
- 2003: Freedom: A History of Us (Dokumentarfilm)
- 2005: Two and a Half Men (Fernsehserie, Folge 3x07)
- 2006: Bordertown
- 2006: Bobby
- 2006: Departed – Unter Feinden (The Departed)
- 2007: Talk to Me
- 2007: Flatland: The Movie (Kurzfilm)
- 2008: Nope Not Lost (Kurzfilm)
- 2009: Die Echelon-Verschwörung (Echelon Conspiracy)
- 2009: Love Happens
- 2009: Zuhause ist der Zauber los (Imagine That)
- 2009: Chamaco
- 2010: Dein Weg (The Way)
- 2011: The Double – Eiskaltes Duell (The Double)
- 2011: Stella Days
- 2012: The Amazing Spider-Man
- 2012: Auf der Suche nach einem Freund fürs Ende der Welt (Seeking a Friend for the End of the World)
- 2012–2014: Anger Management (Fernsehserie)
- 2013: Salinger
- 2014: The Amazing Spider-Man 2: Rise of Electro (The Amazing Spider-Man 2)
- 2014: The Boxcar Children (Stimme)
- 2014: Trash
- 2014: Selma
- 2014: Katies Blog (Ask Me Anything)
- 2015–2022: Grace and Frankie (Fernsehserie)
- 2016: Anne auf Green Gables (Anne of Green Gables, Fernsehfilm)
- 2016: Regeln spielen keine Rolle (Rules Don’t Apply)
- 2018: Come Sunday
- 2019: The Devil Has a Name
- 2021: Judas and the Black Messiah
- 2021: 12 Mighty Orphans

## Erzähler
- 2006: Who Killed the Electric Car?
- 1997: Titanic: Anatomy of a Disaster
- 1997: Tudjman
- 1997: 187: Documented
- 1993: My Home, My Prison
- 1991: JFK – Tatort Dallas (JFK)
- 1984: In the Name of the People

## Bühne
- 1992: The Crucible
- 1988: Julius Caesar
- 1979: Mr. Roberts

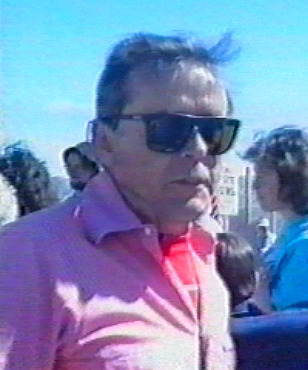
Martin Sheen bei einer Demonstration vor dem Haupttor zur „Nevada Test Site“, Sommer 1988

- 1975: Tod eines Handlungsreisenden (Death of a Salesman)
- 1970: The Happiness Cage
- 1969: Hello and Goodbye
- 1968: Romeo und Julia (Romeo and Juliet)
- 1967: The Wicked Crooks
- 1967: Hamlet
- 1964–1966: The Subject was Roses
- 1964: Never Live Over a Pretzel Factory
- 1953: The Connection

## Videospiele
- 2010: Mass Effect 2
- 2012: Mass Effect 3

## Diskografie
- 1992: The King and I (Studioaufnahme des Musicals mit Ben Kingsley, Julie Andrews und in Nebenrollen Roger Moore und Martin Sheen)

## Auszeichnungen (Auswahl)
Sheen wurde für seine Rolle in der Fernsehserie The West Wing – Im Zentrum der Macht im Jahr 2000 bei den Satellite Awards ausgezeichnet. Im Jahr darauf erhielt er für die gleiche Rolle einen Golden Globe Award.
Während seiner Karriere war er mehrere Male für den Emmy nominiert, 1994 konnte er diesen Preis für einen Auftritt in der Fernsehserie Murphy Brown gewinnen. Martin Sheen wurde ein Stern auf dem Hollywood Walk of Fame verliehen.
2010 wurde er für den Nuclear-Free Future Award in der Kategorie Lebenswerk ausgewählt. 2012 erhielt Sheen den Thomas Merton Award.